# Intel 80486 Overdrive

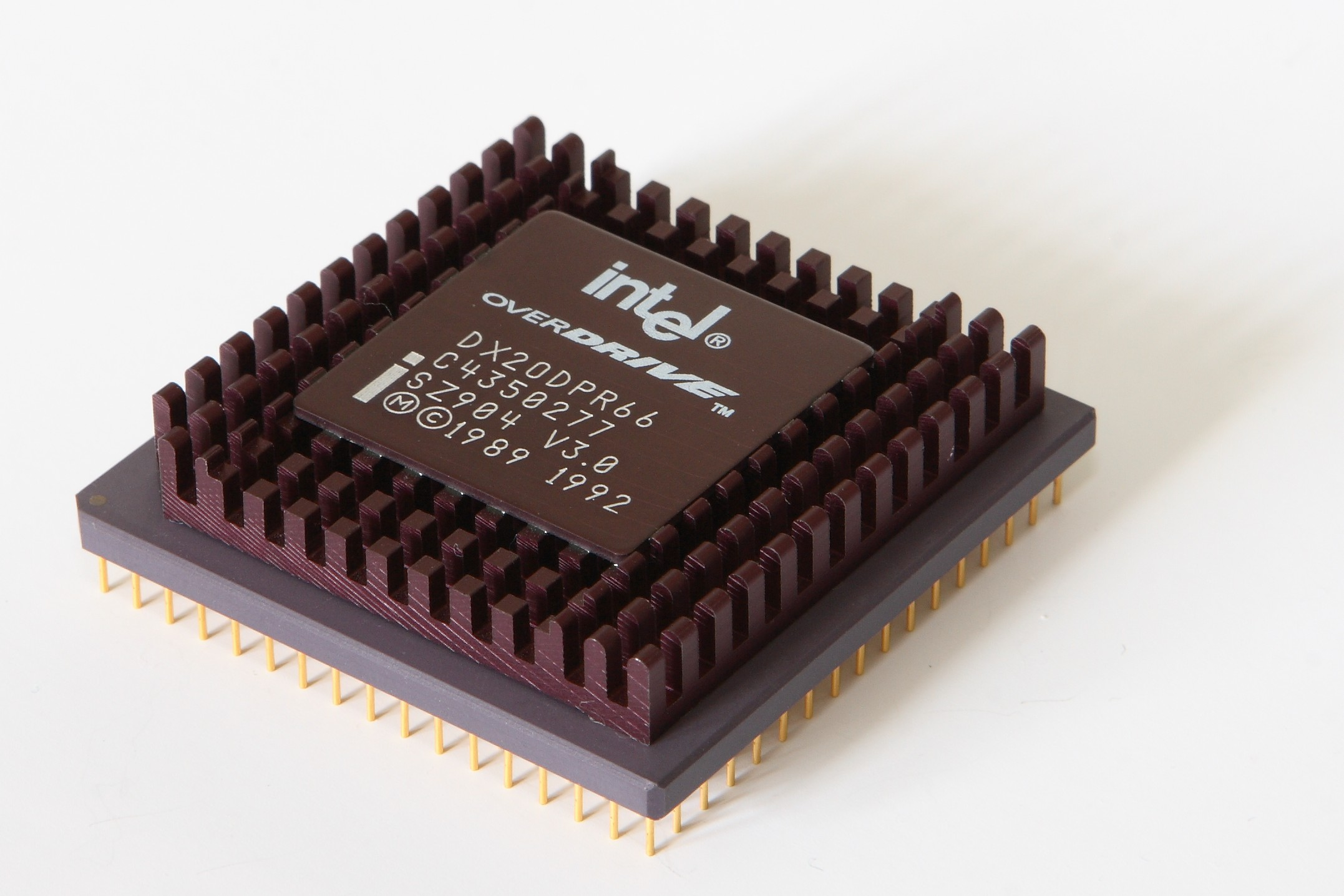
Um Intel DX2-66 MHz OverDrive

Os microprocessadores Intel i486 OverDrive formam uma categoria de várias UCPs Intel 80486 que foram produzidas com o propósito específico de serem usados na atualização de PCs antigos. Os OverDrives tipicamente possuem qualidades diferentes dos i486-padrão com a mesma freqüência operacional. Incluíam reguladores de tensão, pinagens diferentes, cache write-back em vez de cache write-through, dissipadores embutidos e funcionavam sem cooler - características que lhes permitiam operar onde um i486 comum não funcionaria.